# Силва, Марина
Мария Осмарина Марина Силва Вас де Лима (порт. Maria Osmarina Marina Silva Vaz de Lima; род. 8 февраля 1958) — бразильский политик и защитница окружающей среды, специалист в области истории и психопедагогики. На президентских выборах 2010 и 2014 годов занимала третьи места.

## Биография

### Ранние годы
Была одной из 11 детей в бедной семье в маленькой деревне в 70 км от столицы штата Акри Риу-Бранку. В детстве перенесла множество заболеваний (малярию, гепатит, отравление металлами). Осиротев в возрасте 16 лет, отправилась в Риу-Бранку для лечения и учёбы у католических монахинь, став таким образом первым человеком в своей семье, научившимся читать и писать. Закончив Федеральный университет Акри, получила диплом историка.
В молодости работала сборщиком каучука и домработницей. Участвовала в создании первого рабочего профсоюза в своём штате (1984). Сотрудничала с Шику Мендесом, убитым за защиту амазонских лесов и коренного населения, выселяемого с родных мест проживания.

### Политическая деятельность

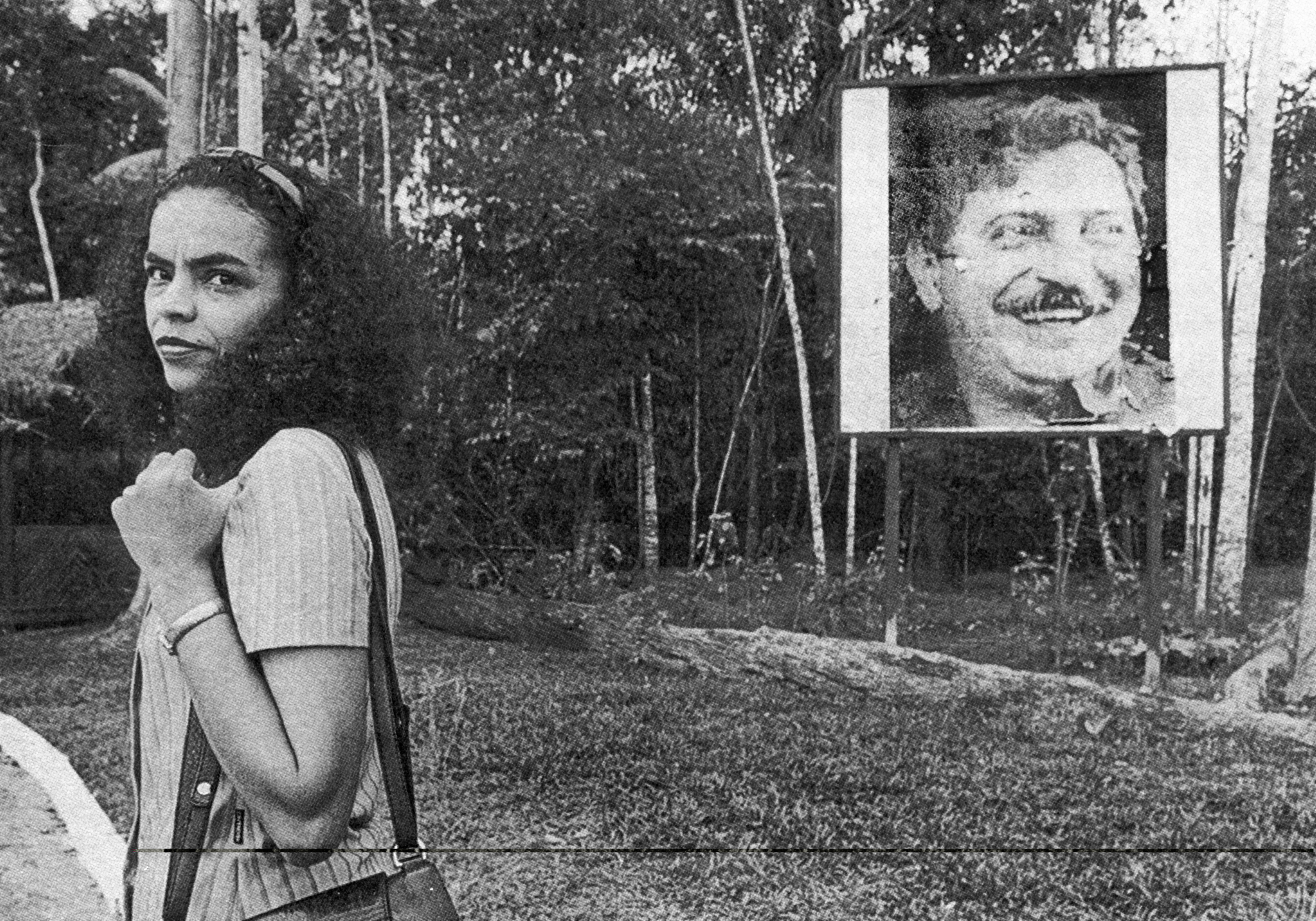
Марина Силва в амазонском лесу, на фоне портрета Шику Мендеса

Свою политическую траекторию начала в Коммунистической революционной партии, затем вступила в Партию трудящихся.
В 1994 г. избрана сенатором Бразилии от Партии трудящихся.
В 2003 г. назначена на должность министра охраны окружающей среды в правительстве президента Лулы да Силвы и оставалась в должности до 2008 года, когда покинула свой пост из-за «растущего сопротивления» деятельности её команды со стороны крупных корпораций, деловых кругов и своих коллег по правительству, с которыми она расходилась в вопросах биотоплива, расширения сети плотин и посевов генетически модифицированных продуктов. Последней каплей стало поручение Лулой координировать план «Инициативы устойчивого развития Амазонии» не Силве, а министру стратегического планирования Роберто Мангабейре Унгеру.
В знак протеста против неактивной экологической политики Партии трудящихся вышла из неё 19 августа 2009 г. и вступила в Зелёную партию, один из основателей которой — Карлос Минц — ранее сменил её на посту министра окружающей среды.

### Участие в президентских выборах
На президентских выборах в Бразилии в октябре 2010 года выдвигалась от Зелёной партии (также велись переговоры об электоральном союзе с Партией социализма и свободы, но они были безуспешными). Заняла в первом туре третье место, получив 19,4 % голосов (подавляющее большинство этих голосов было собрано в крупных городах в центре страны, тогда как среди сельского населения Марина Силва была непопулярна).
Участие Марины Силвы в церемонии открытия Летних Олимпийских игр 2012 года в Лондоне в качестве одного из 8 знаменосцев стало неожиданностью для присутствовавших представителей бразильского правительства.
В 2013 году создала свою партию «Сеть за устойчивое развитие» (Rede Sustentabilidade), однако в конце года Верховный избирательный суд отказал ей в регистрации, и Силва перешла в Социалистическую партию Бразилии.
В апреле 2014 года избрана кандидатом в вице-президенты от Социалистической партии. 13 августа 2014 года кандидат в президенты Эдуарду Кампуш погиб в авиакатастрофе. Марина Силва становится кандидатом в президенты Бразилии. В поддерживавшую её коалицию, кроме социалистов, вошёл ряд других оппозиционных центристских (Прогрессивно-республиканская партия, Социал-либеральная партия, Гуманистическая партия солидарности) и левых (Социалистическая народная партия Бразилии, «Свободная Родина») сил.
Хотя опросы предрекали Силве на президентских выборах 2014 года прохождение во второй тур, на она заняла лишь третье место, получив 21,3 % голосов. Во втором туре поддержала правоцентристского кандидата Аэсио Невеса против Дилмы Русеф.
Марина Силва относится к пятидесятнической конфессии Ассамблеи Бога, что нетрадиционно для Бразилии, где преобладает католицизм. Несмотря на прогрессивные позиции в основных вопросах, в силу религиозных воззрений является противницей абортов и однополых браков.

## Награды
В 1996 г. стала лауреатом Экологической премии Голдманов по Южной и Центральной Америке.
В 2007 г. в рамках Экологической программы ООН получила почётное звание Сторонника Земли, а в 2009 г. — премию Софи.